# Lachine-Kanal

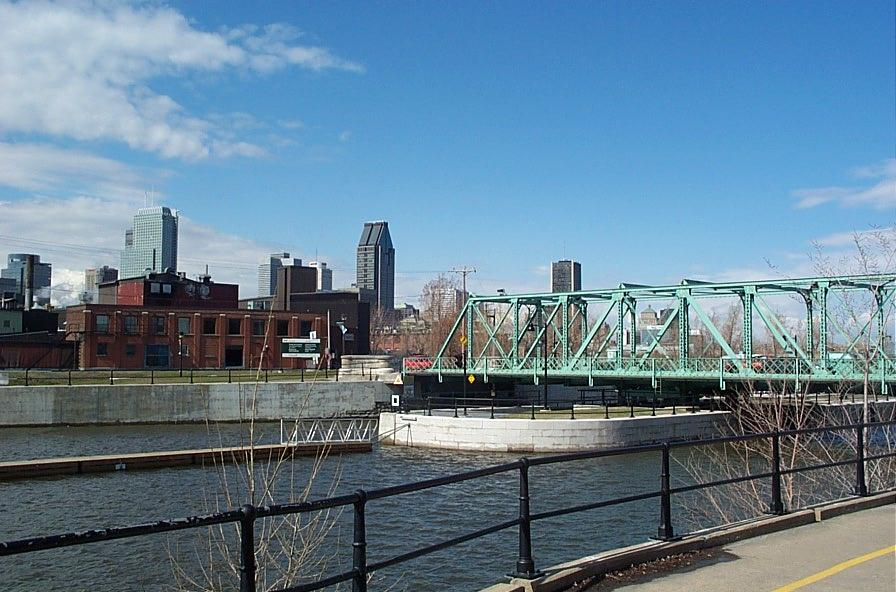
Brücke über den Lachine-Kanal

Der Lachine-Kanal (französisch Canal de Lachine, englisch Lachine Canal) ist ein Kanal in der kanadischen Provinz Québec. Er beginnt im Lac Saint-Louis bei Lachine, durchquert den südöstlichen Teil der Île de Montréal und endet nach 14,1 km im alten Hafen von Montreal. Der Kanal wurde in den 1820er Jahren erbaut, um die Lachine-Stromschnellen im Sankt-Lorenz-Strom umfahren zu können. Heute wird er überwiegend touristisch genutzt, seit 1929 ist er als National Historic Site of Canada klassifiziert.

## Geschichte
Im Jahr 1689 plante die französische Kolonialregierung erstmals den Bau eines Kanals, um die gefährlichen Lachine-Stromschnellen zu umgehen, da diese den durchgehenden Schiffsverkehr zu den Großen Seen stark behinderten. Das Projekt scheiterte, ebenso mehrere Nachfolgeprojekte in den folgenden Jahrzehnten. Montrealer Geschäftsleute, die aufgrund des im Bau befindlichen Eriekanals wirtschaftliche Nachteile befürchteten, gründeten 1821 ein Konsortium. Die Bauarbeiten waren vier Jahre später abgeschlossen. Der Kanal besaß sieben Schleusen und diente hauptsächlich dem Gütertransport.
Montreal entwickelte sich in der Folge zu einem bedeutenden Hafen und dem Lachine-Kanal entlang siedelten sich zahlreiche Industriebetriebe an. Schon bald erwies sich der Kanal als zu klein, so dass er in den Jahren 1843 bis 1848 erweitert werden musste. Anstatt wie bisher sieben Schleusen gab es nun fünf. Eine zweite Erweiterung des Kanals folgte zwischen 1873 und 1884. Da der Sankt-Lorenz-Strom auch an anderen Stellen ausgebaut worden war, konnten ozeangängige Frachtschiffe nun vom Atlantik bis zum Lake Superior verkehren, was neben dem Eisenbahnbau die wichtigste Voraussetzung für die Erschließung der westlichen Provinzen war.
Bis in die 1950er Jahre hinein konnte der Kanal erfolgreich betrieben werden. Dann aber erwies er sich angesichts des wachsenden Transportvolumens und der größer werdenden Schiffe erneut als zu klein. Aufgrund der beengten Platzverhältnisse konnte er kein weiteres Mal erweitert werden. Nach der Eröffnung des Sankt-Lorenz-Seewegs im Jahr 1959 verlor der Kanal stark an Bedeutung und wurde schließlich 1970 geschlossen. Acht Jahre später gelangte er in den Besitz von Parks Canada. Im Rahmen eines Stadterneuerungsprojekts wurde der Lachine-Kanal 2002 wiedereröffnet und für Freizeit- und Tourismuszwecke freigegeben.

## Historische Bilder

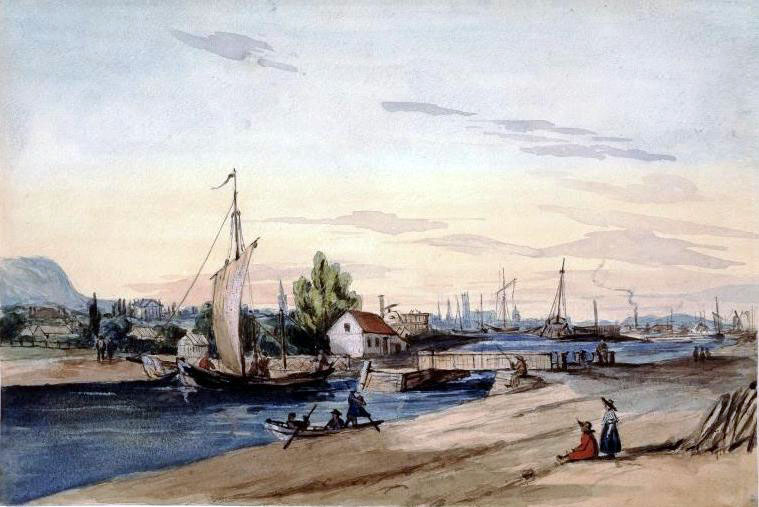
Der Kanal im Jahr 1850…
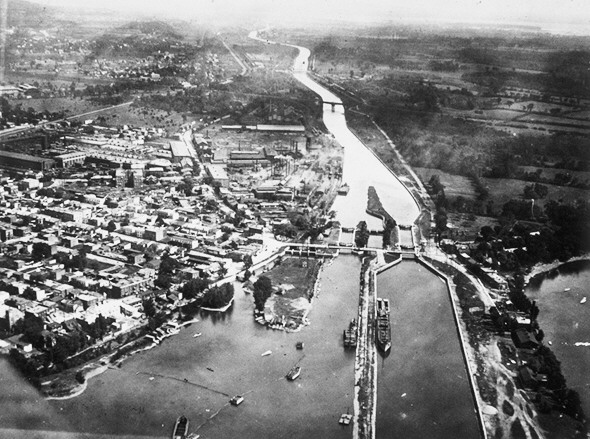
…und im Jahr 1920
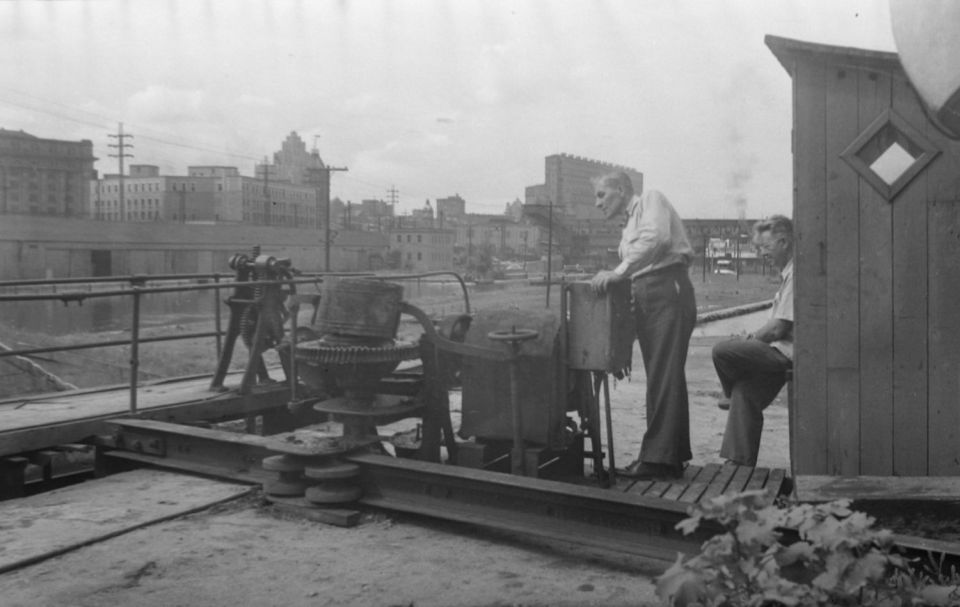
Öffnen einer Schleuse (1948)
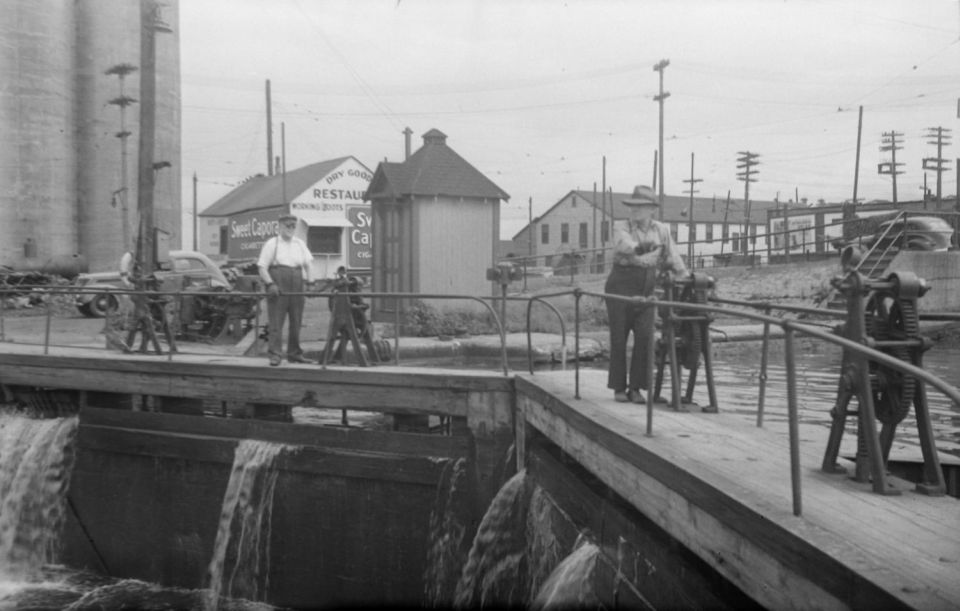
Ansicht einer Schleuse (1948)